# Roberto Gomes Pedrosa
Pour les articles homonymes, voir Pedrosa.
Roberto Gomes Pedrosa, ou plus simplement Pedrosa (Rio de Janeiro, 8 juin 1913 - Rio de Janeiro, 6 janvier 1954), était un footballeur international brésilien qui évoluait au poste de gardien de but.

## Biographie
Pedrosa commença sa carrière au Botafogo FR, avec qui il remporta le champion de l'État de Rio en 1934, et fut convoqué en équipe du Brésil pour jouer la coupe du monde de 1934, en compagnie de huit de ses coéquipiers du Botafogo.
En 1938, il rejoignit le São Paulo FC, dont il défendit les couleurs jusqu'en 1939.
Après la fin de sa carrière sportive, il intégra l'équipe dirigeante du São Paulo FC en 1940. Il occupa divers postes de gestion avant de prendre la présidence du club en 1946. Il dirigea également la fédération de l'État de São Paulo de football jusqu'en 1954, la date de sa mort.
En 1967, on donna son nom au tournoi Roberto Gomes Pedrosa, embryon du futur championnat du Brésil de football. À São Paulo, la place où se trouve le stade du Morumbi porte également son nom.

## Sources
- (pt) Cet article est partiellement ou en totalité issu de l’article de Wikipédia en portugais intitulé « Roberto Gomes Pedrosa » (voir la liste des auteurs).